# Kōji Toriumi
Kōji Toriumi (japanisch 鳥海 晃司 Toriumi, Kōji; * 9. Mai 1995 in Kisarazu) ist ein japanischer Fußballspieler.

## Karriere
Toriumi erlernte das Fußballspielen in den Jugendmannschaften vom FC Uno Kisarazu und JEF United Chiba sowie in der Universitätsmannschaft der Meiji-Universität. Seinen ersten Vertrag unterschrieb er 2018 bei seinem Jugendverein JEF United Chiba. Der Verein aus Ichihara spielte in der zweithöchsten Liga des Landes, der J2 League. Bis Ende 2020 absolvierte er 79 Zweitligaspiele. Im Januar 2021 wechselte er zu Cerezo Osaka. Der Verein aus Osaka spielte in der ersten Liga, der J1 League. Hier bestritt er 83 Ligaspiele. Im Januar 2025 wechselte er zu seinem ehemaligen Verein JEF United Ichihara Chiba.